# Episodi di The Real O'Neals (prima stagione)
La prima stagione della serie televisiva The Real O'Neals è stata trasmessa dal network statunitense ABC dal 2 marzo al 24 maggio 2016.
In Italia è inedita.
| n° | Titolo originale      | Titolo italiano | Prima TV USA   | Prima TV Italia |
| -- | --------------------- | --------------- | -------------- | --------------- |
| 1  | Pilot                 |                 | 2 marzo 2016   |                 |
| 2  | The Real Papaya       |                 | 2 marzo 2016   |                 |
| 3  | The Real Lent         |                 | 8 marzo 2016   |                 |
| 4  | The Real F Word       |                 | 15 marzo 2016  |                 |
| 5  | The Real Spring Fever |                 | 22 marzo 2016  |                 |
| 6  | The Real Man          |                 | 29 marzo 2016  |                 |
| 7  | The Real Grandma      |                 | 5 aprile 2016  |                 |
| 8  | The Real Book Club    |                 | 19 aprile 2016 |                 |
| 9  | The Real Wedding      |                 | 26 aprile 2016 |                 |
| 10 | The Real Retreat      |                 | 3 maggio 2016  |                 |
| 11 | The Real Other Woman  |                 | 10 maggio 2016 |                 |
| 12 | The Real Rules        |                 | 17 maggio 2016 |                 |
| 13 | The Real Prom         |                 | 24 maggio 2016 |                 |